# Габон на Сурдлимпийских играх
Габон участвует в летних Сурдлимпийских играх с Игр 2022 года, в зимних Сурдлимпийских играх до настоящего времени не участвовали. По состоянию на лето 2023 года, медалей на Играх ещё не выигрывали.